# Вишнів (Ковельський район)
Ви́шнів — село в Україні, у Ковельському районі Волинської області. Населення становить 1160 осіб. Адміністративний центр Вишнівської об'єднаної територіальної громади.

## Походження назви
Про походження назви села існує дві версії:
- за першою село має таку назву через те, що потопає у вишнях;
- за другою — після скасування кріпацтва тут оселився пан Вишневський і задумав заснувати село. Так в честь пана село було назване Вишнів[1].

## Символіка
Основою герба села Вишнів є щит з заокругленою донизу нижньою частиною. Щит вертикально розтятий: у правому червоному полі срібний рівнораменний хрест, що торкається кінцями країв, у лівому синьому золотий ріг достатку наповнений цвітом та стиглими ягодами вишні. Щит може вписуватись у декоративний аркуш, доповнений внизу колосками пшениці. Картуш увінчує «сільська» корона, що додатково підкреслює статус адміністративного центру с. Вишнів.
Срібний рівнораменний хрест в червоному полі — сучасний символ Волині. Золотий ріг достатку — символ достатку та багатства. Цвіт вишні — символ надії та розквіту. Червоні стиглі вишні — уособлюють завершеність, абсолютність, досконалість. Дві ягоди — число пари, взаємодії, доповнення.

## Географія
Вишнів розташований в південно-західній частині Ковельського району, на відстані 3 кілометри на південь від міста і залізничної станції Любомль. Село розташоване на відстані близько 15 км від кордону з Польщею і приблизно за 44 км від кордону з Білоруссю.
Через північну околицю населеного пункту проходить міжнародна автомагістраль E373 (збігається із М07) Варшава-Люблін-Ковель-Сарни-Коростень-Київ, а через східну — автошлях Володимир—Берестя.
Площа населеного пункту — 2,23 км², середня висота над рівнем моря — 179 м.

## Історія
Перша згадка про Вишнів в історичних документах належить до 1510 року, у тому ж році згадується і церква.
Наприкінці 19 століття в селі було 215 хат та 1421 житель, мурована церква, школа і вітряк.
До війни в селі проживало 7 єврейських родин та 2 польські. Вперше радянська влада в селі була встановлена влітку 1920 року. Ревком налічував 15 чоловік. Очолював його Арсен Сахарук. Секретарем комнезаму був Кузьма Дячук.
За часів панування Польщі в селі діяла підпільна група членів КПЗУ.
В 1939 році був організований колгосп, головою якого став Лукаш Лілікович. Після ліквідації у 1991 році колгоспу імені КПРС в селі було створено КСП «Буг», голова В. О. Веремчук.
Під час окупації нацистами було закатовано 96 жителів села, 53 юнаків і дівчат вивезли до Німеччини, близько 100 чоловік боролись проти нацистських загарбників. 57 осіб нагороджені орденами і медалями СРСР. У 1960 році у Вишневі споруджено пам'ятник полеглим односельчанам у німецько-радянській війні.
У 1986 році збудовано нове приміщення школи, у 1996 побудовано дитячий садок.
До 23 грудня 2016 року — адміністративний центр Вишнівської сільської ради Любомльського району Волинської області.
17 липня 2020 року, в результаті адміністративно-територіальної реформи та ліквідації Любомльського району, село увійшло до складу Ковельського району.

## Населення
Згідно з переписом УРСР 1989 року чисельність наявного населення села становила 1124 особи, з яких 547 чоловіків та 577 жінок.
За переписом населення України 2001 року в селі мешкали 1182 особи.

### Мова
Розподіл населення за рідною мовою за даними перепису 2001 року:
| Мова       | Відсоток |
| ---------- | -------- |
| українська | 99,16 %  |
| російська  | 0,59 %   |
| білоруська | 0,25 %   |

## Соціальна сфера
У селі діють:
- загальноосвітня школа І-ІІІ ступенів;
- дитячий садок;
- бібліотека;
- будинок культури;
- фельдшерсько-акушерський пункт;
- кілька магазинів[1].

Перша царська школа у селі Вишнів була створена у 1898 році. Учителем у ній був поручик Камчатського полку. Навчання велося російською і польською мовами. Учні навчалися у 5 пристосованих приміщеннях, які збереглися до 1986 року. Після Другої світової війни школа була початковою.
Станом на 2009 рік у школі навчалося 209 дітей. За час існування закладу освіту здобуло понад 700 осіб.

## Релігія
У селі знаходиться дерев'яна церква святих Кузьми і Дем'яна (УПЦ МП), побудована в 1868 році, яка також є пам'яткою архітектури місцевого значення. Охоронний номер — № 207-м.

## Відомі люди
- Вигера Сергій Михайлович — кандидат сільськогосподарських наук, доцент кафедри інтегрованого захисту та карантину рослин Національного аграрного університету;
- Гай Владислав Вікторович — старший лейтенант Збройних Сил України, командир саперної групи;
- Литвинюк Володимир Феодосійович — завідувач відділення судинної хірургії обласної лікарні, член Європейської асоціації судинних хірургів;
- Мінарченко (Куць) Валентина Миколаївна — доктор біологічних наук, професор;
- Положевець Петро Григорович — головний редактор «Учительской газети» (Москва)[1];
- Сачук Степан Дорофійович — редактор газети «Волинь», заслужений журналіст України, двічі удостоєний премії Національної Спілки журналістів України «Золоте перо», нагороджений орденом «За заслуги» ІІІ ступеня;
- Хасевич Федір — настоятель церкви в роки 2-ї світової війни, брат Ніла Хасевича[8].

## Галерея

Вишнів. Вид з водонапірної башти
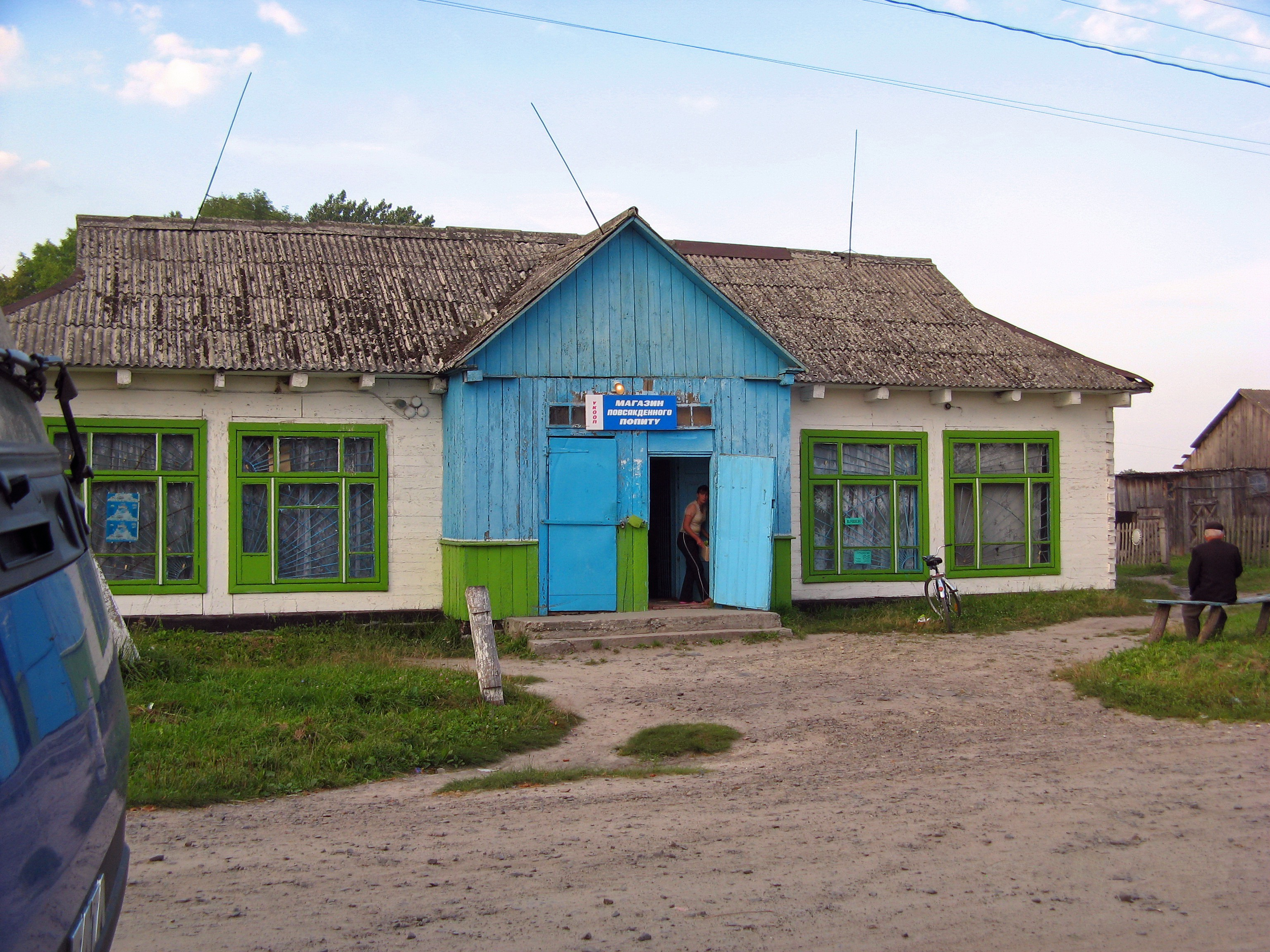
Сільський магазин
Памятник загиблим у німецько-радянській війні
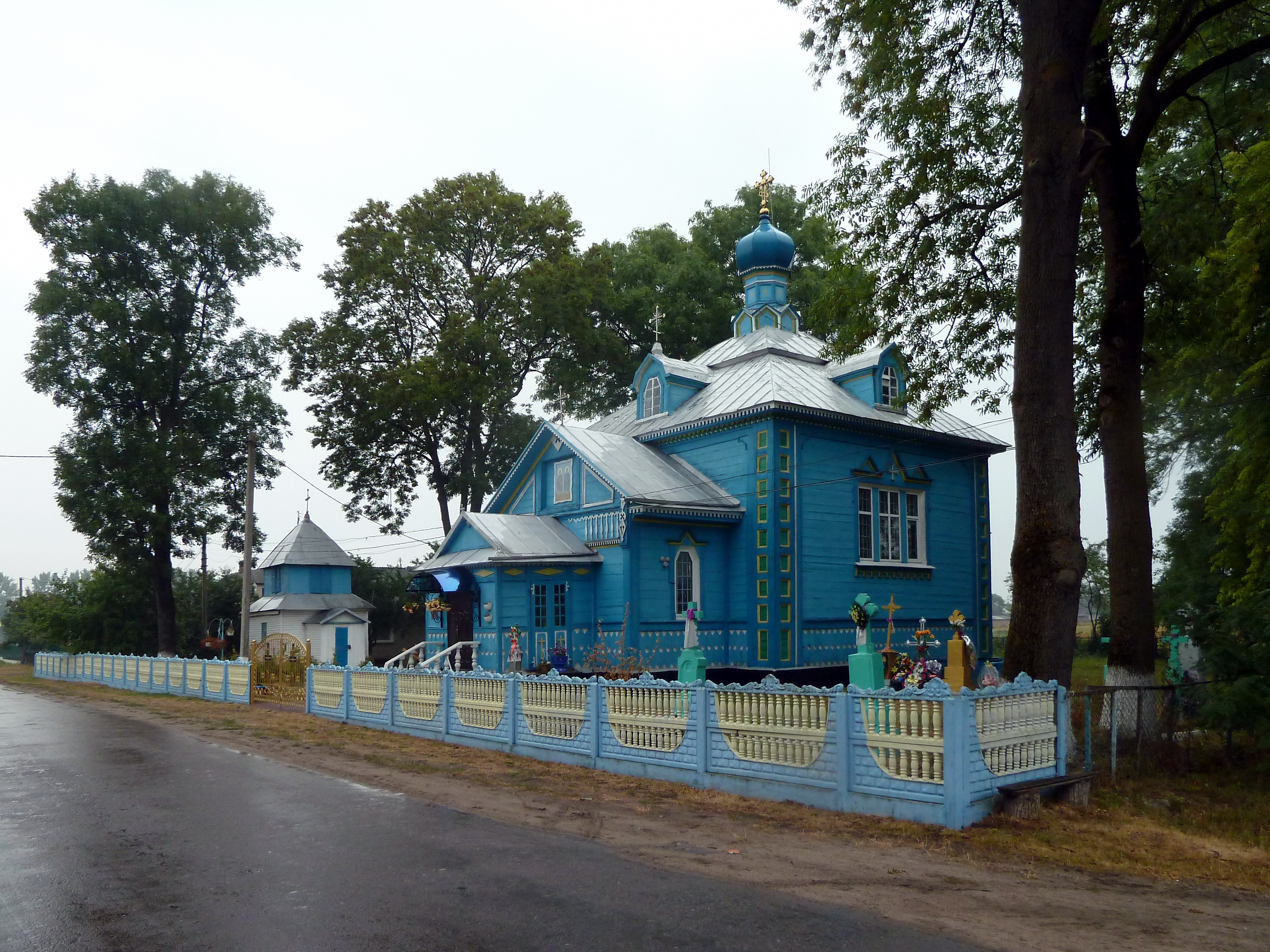
Церква святих Кузьми і Дем'яна
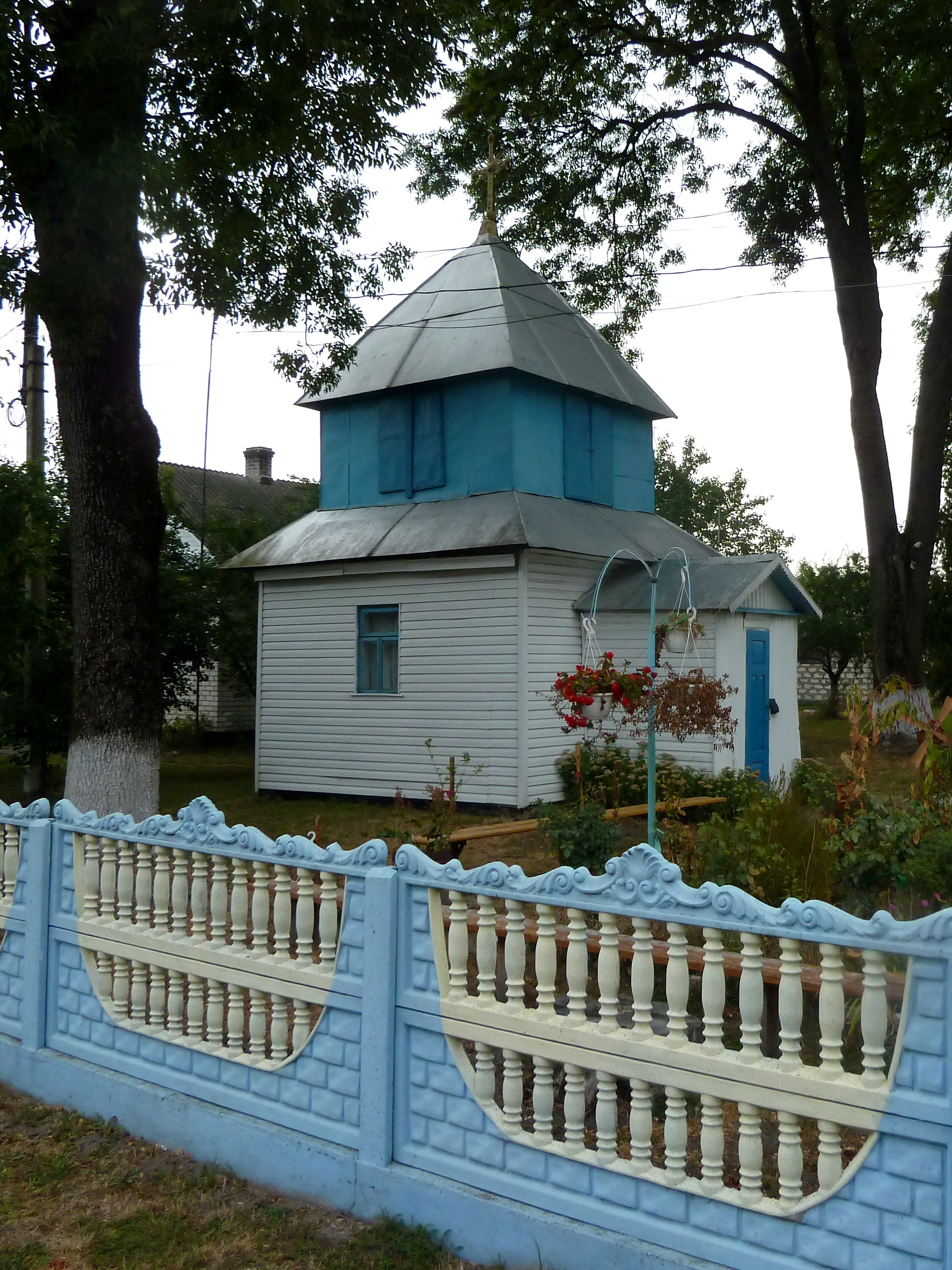
Церква святих Кузьми і Дем'яна, Дзвіниця
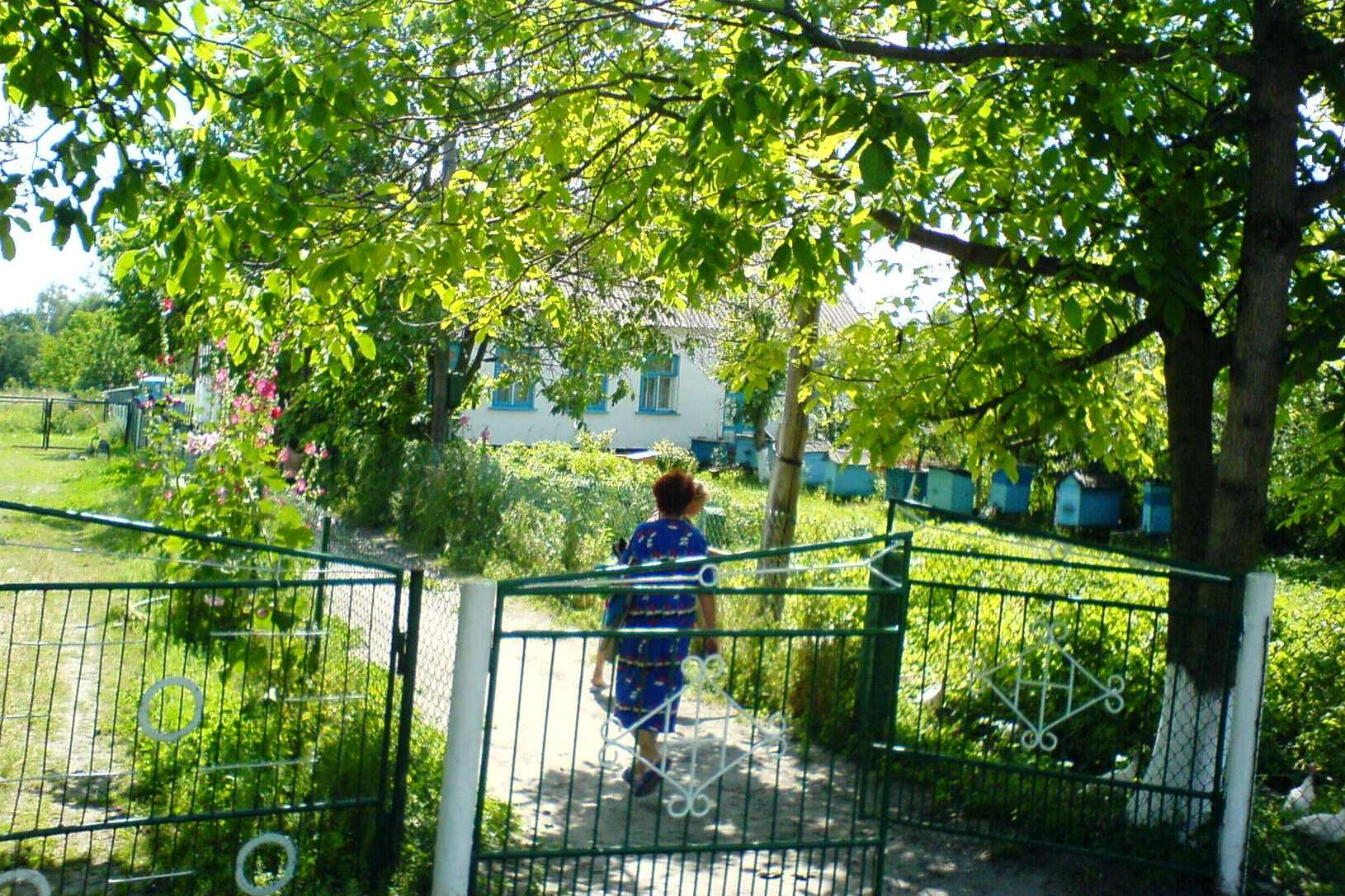
Одна з садиб села. Вул. Незалежності, 17
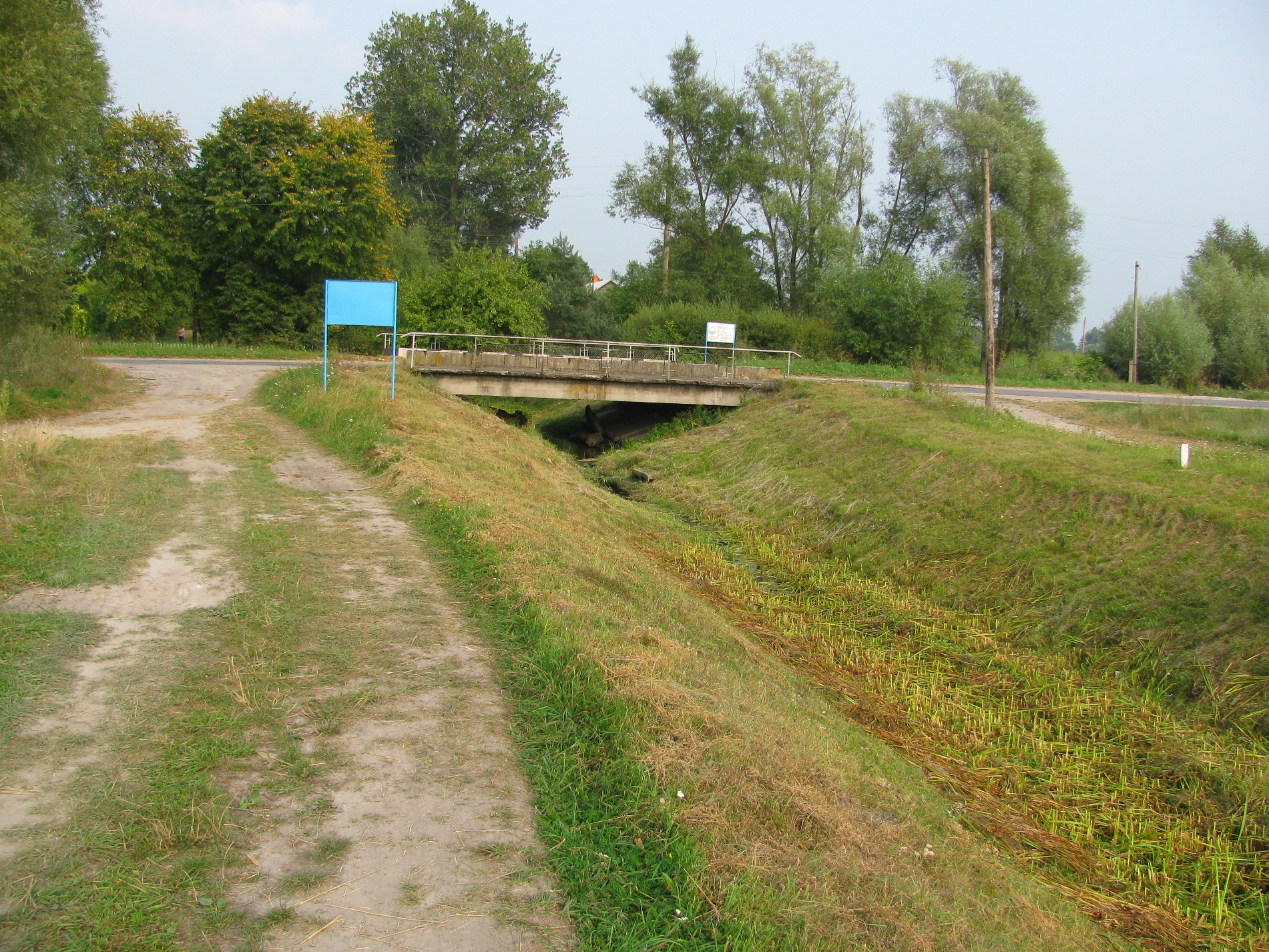
Вишнів. Річка Гапа
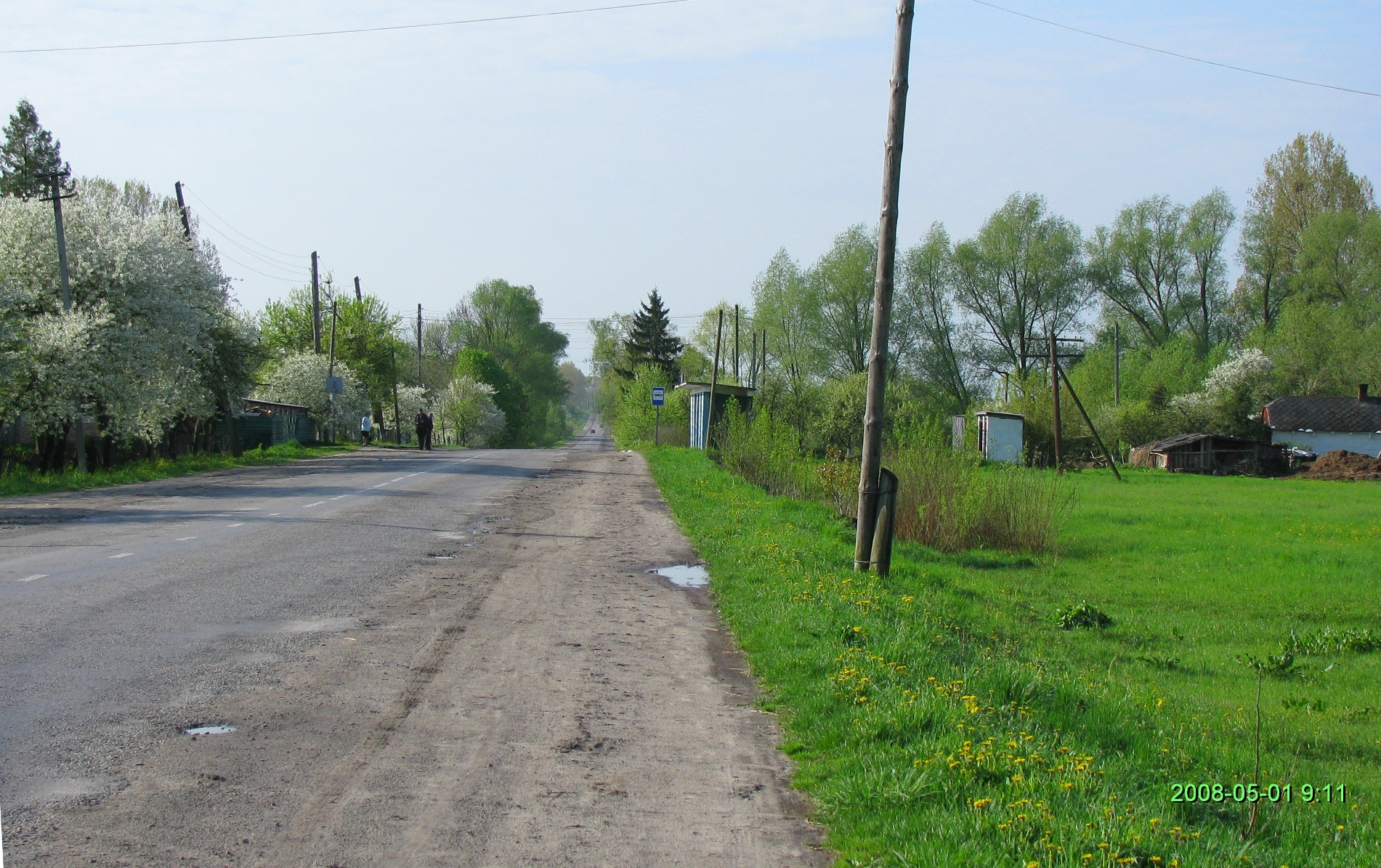
Східна околиця села. Автошлях Володимир—Берестя
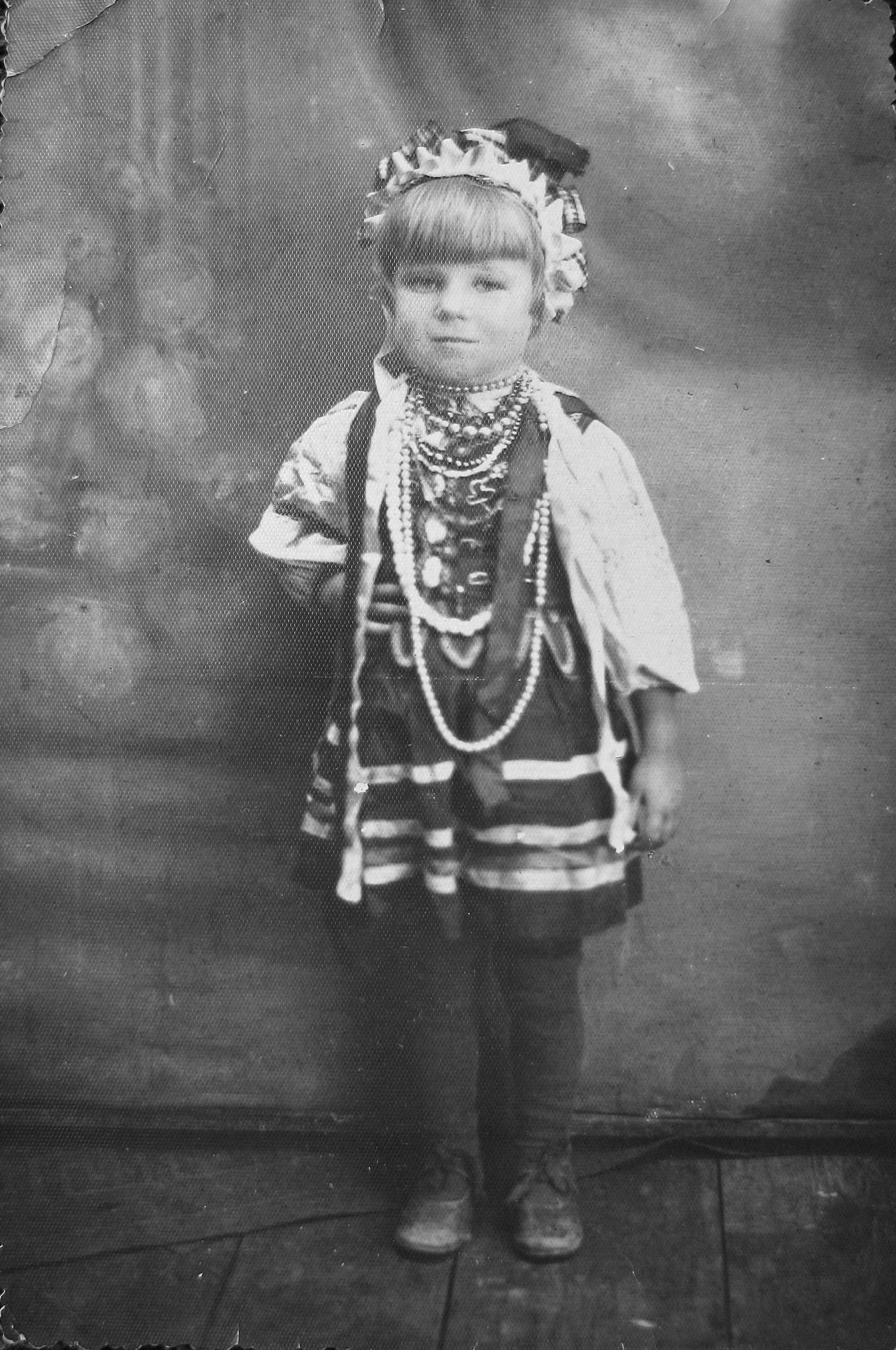
Середа Ганна Прокопівна (1943 р.)